# Bougainvillia superciliaris
Bougainvillia superciliaris är en nässeldjursart som först beskrevs av Agassiz 1849.  Bougainvillia superciliaris ingår i släktet Bougainvillia och familjen Bougainvilliidae. Arten är reproducerande i Sverige. Inga underarter finns listade i Catalogue of Life.